# 경국대전 (서울시 문화재자료 제72호)
경국대전(經國大典)은 세조의 명에 의해 1466년에 1차 완성된 것을 시작으로, 성종 대까지 수정이 이어져 1485년에 일명 ‘을사대전(乙巳大典)’이 최종적으로 완성되었다. 본 지정 대상은 ‘을사대전’의 내용을 담고 있으며, 권6말의 간기(刊記)를 통해 1668년에 평양에서 간행된 책이다. 2018년 8월 9일 서울특별시의 문화재자료 제72호로 지정되었다.

## 지정사유
경국대전(經國大典)은 세조의 명에 의해 1466년에 1차 완성된 것을 시작으로, 성종 대까지 수정이 이어져 1485년에 일명 '을사대전(乙巳大典)'이 최종적으로 완성됨. 본 지정 대상은 '을사대전'의 내용을 담고 있으며, 권6말의 간기(刊記)를 통해 1668년에 평양에서 간행된 책으로 판단된다.
완전한 형태의 한질로서 본래부터 함께 제작된 것은 아니지만 오랜 기간 동안 동일본으로 유지되었던 것으로 보인다. 현재까지 전해지는 󰡔經國大典󰡕의 판본계통 중에 평안도지역의 판본으로서는 드문 사례로 연구자료로서의 가치가 있다. 다만 미지정된 문화재로 이보다 앞서는 시기에 간행된 󰡔경국대전󰡕이 여러 종 전해지고 있으므로, 시 문화재자료로 지정하여 보존한다.

## 조사보고서
경국대전(經國大典)은 世祖가 崔恒과 盧思愼 등에게 명하여 1460년(세조 6)에 戶典을, 1461년 刑典, 1466년에 나머지 吏典, 禮典, 兵典, 工典을 撰進함으로써 1차 완성되었다. 이후 성종연간에 《경국대전》을 다시 수정하여 1471년부터 시행된 것이 ‘辛卯大典’이며, 누락된 조문을 다시 개수하여 1474년부터 ‘甲午大典’이 시행되었다. 1485년에는 ‘乙巳大典’이 완성되었으며, 이후부터는 《경국대전》에 대한 수정과 증보를 가하지 않았고 영세불변의 법전으로 삼게 된다.
이번에 신청된 《경국대전》은 “을사대전”의 내용을 담고 있고, 권6말에 ‘戊申三月日 平壤 府開刊’이라는 刊記가 있어서 1668년에 평양에서 간행된 책임을 알 수 있다. 戊申年 간기만으로는 명확한 인쇄시기를 확정하기 어려우나, 종이의 지질, 인쇄상태, 판식 등으로 판단해보면 판각시기는 1668년 무신년일 것으로 여겨진다. 아울러 조사대상 책의 제 3책의 표지 배접지로 사용된 첩문의 작성기록에 “康熙七年(1668)三月初三日 行郡守鄭[手決]”도 이 시점에 간행이 이루어진 것임을 뒷받침한다.
책은 徐居正의 서문과 崔恒의 箋文 그리고 《경국대전》의 본문으로 구성되었다. 서거정의 서문은 마지막 행에 ‘成化五年(1469)己丑九月下澣…徐居正拜手稽首謹書’라는 기록이 있어 1469년에 지은 것임을 알 수 있다. 서문의 내용은 ‘세조의 공이 創業과 守成을 아우르고 문무가 昭定하고 예악이 備興하는 노력에 부응하여 이 법전의 완성을 보게 되었음을 밝히고 있으며, 참여자로 崔恒‚ 金國光‚ 韓繼禧‚ 盧思愼‚ 姜希孟‚ 任元璿‚ 徐居正’ 등을 나열하고 있다. 서문에 이어 수록된 ‘進經國大典箋’은 1469년 9월에 崔恒 등이 올린 전문으로 ‘垂範萬世之計’로서 이 대전을 만들었다는 편찬의 의의를 밝히고 있다. 목록(7장) 다음으로 본문이 시작되고 있는데, 󰡔경제육전(經濟六典)󰡕과 같이 6분 방식에 따라 권1 吏典, 권2 戶典, 권3 禮典, 권4 兵典, 권5 刑典, 권6 工典의 순서로 수록되어 각 전마다 필요한 항목으로 분류하여 규정하고 있다. 본문의 체제로 품계는 橫으로 나타내었고, 이에 해당되는 사항은 縱으로 기록하여 열람에 편리함을 도모하였으며, 세부 내용은 小字雙行으로 기입하고 있다. 본문의 용어로 당시 관용어인 吏文과 고유의 숙어 표현이 확인된다. 권5와 권6 사이에는 ‘奴婢決訟定限’이 수록되어 있다.
조사대상 책의 표지는 후대에 덧씌우는 방식으로 개장하였는데 전체 3책 중에 권5,6이 수록된 제3책과 권1,2가 수록된 제1책의 뒷면만 원표지가 남아있고 나머지는 원표지가 사라지고 덧씌운 표지만 남았다. 3책을 모두 동일한 표지로 덧씌웠지만 제1책과 제2,3책의 처음 소장처는 달랐던 것으로 보인다. 이는 제2,3책의 첫 장 書脚에 날인된 圓形의 墨印이 제1책에는 보이지 않고 대신 1책의 서문 첫 장 광곽우측 아래에는 “慈山上”과 함께 長方形의 朱印이 날인되어 있기 때문이다. 후대에 표지를 개장하는 시점에 합쳐진 것으로 판단된다. 제1책에 기록된 “慈山上”은 평양부 간본임을 감안할 때 평안도 순천부의 고을 있었던 慈山郡에 보관했던 서적일 가능성이 높다.
도각이 비교적 정교하고 인쇄상태가 선명한 편이지만 극히 일부 글자는 획이 떨어진 것도 있다. 표지는 19세기 이후에 덧씌우는 방식으로 개장하였는데. 일부는 원표지가 남아있다. 책의 書尾와 판심의 끝 부분에 일부가 훼손 것은 있으나 본문내용을 거의 대부분 확인할 수 있고, 보존상태는 누습에 의한 얼룩이 많은 편이다.
《경국대전》은 조선 건국 초기의 法典인 《경제육전》의 原典과 續典, 그리고 그 뒤의 법령을 종합해 만든 통일 법전이다. 조사대상이 된 6권 3책의 개인소장 《경국대전》은 17세기에 다시 목판에 글자를 새겨 평양에서 간행한 것으로 간행시기는 1668년경으로 판단된다. 따라서 《경국대전》의 전반적인 간행흐름과 책의 양식 및 원문비교 등 서지학 연구 자료로 활용할 수 있다. 또한 조선후기 법전의 간행양상 및 法制史 연구에 있어서 자료적 가치가 있다. 비록 완전한 형태의 한질을 이룬다고 보기는 어렵지만 동일한 판본으로 오랜 기간 동안 함께 유지되었던 것으로 보이며 현재까지 전해지는 《경국대전》의 판본계통 중에 평안도지역의 판본과 관련한 연구자료로서 그 의미가 있다. 같은 시점에 간행된 평양판본은 현재까지 알려진 것이 국내에는 규장각, 국외에는 중국국가도서관 등에 남은 것이 알려져 있으며 비교적 그 전래가 드문 편이다. 하지만 미지정 된 문화재로 간행시기가 이보다 앞선 《경국대전》이 여러 종 전해지고 있으므로 서울시 문화재자료로 지정하여 보존할 필요가 있을 것으로 여겨진다.

## 같이 보기
- 경국대전